# Trinkwassertalsperre Mauthaus
Die Trinkwassertalsperre Mauthaus – auch Ködeltalsperre genannt – ist eine Talsperre in Bayern, die 1968 bis 1972 bei Nordhalben im oberfränkischen Landkreis Kronach zur Trinkwasserversorgung gebaut wurde. Als Nebenzweck dient sie dem Hochwasserschutz, der Niedrigwasseraufhöhung und der Stromerzeugung aus Wasserkraft. Sie wurde 1975 in Betrieb genommen und war die erste Trinkwassertalsperre in Bayern.
Der Staudamm ist ein Steinschüttdamm mit Lehmkerninnendichtung mit beidseitigen Übergangszonen und wurde auf Fels gegründet. Der Damm hat einen Längs-Kontrollstollen, einen Dichtungsschleier und an Wasser- und Luftseite je eine Berme.
Das Wasser wird über einen Entnahmeturm entnommen. Als Hochwasserentlastung dient ein Überlauf mit zwei Wehrklappen am linken Hang mit einer Schussrinne über den Bergrücken.

## Geschichte

### Bau der Talsperre
Zu Beginn des 20. Jahrhunderts beschäftigte sich der königlich-bayerische Bezirksamtmann in Kronach, Jakob Degen, mit der Idee von drei Talsperren im Frankenwald. Diese sollten sich in Wallenfels an der Wilden Rodach, in Mauthaus an der Nurner Ködel und in Gifting an der Kremnitz befinden und vor allem der Erzeugung elektrischer Energie dienen; die Nutzung zur Hochwasserminderung und zur Trinkwasserversorgung der umliegenden Gemeinden wurde jedoch ebenfalls bereits in Betracht gezogen, um das Projekt rentabler zu machen. Die am 30. September 1905 vom Geheimen Oberbaurat Rudolf Schmick vorgelegten Entwürfe wurden nach mehrjährigen Planungen jedoch aufgrund mangelnder Wirtschaftlichkeit nicht realisiert.:15–18
Nach dem Ersten Weltkrieg wurden die Pläne zum Bau einer einzigen Talsperre zur Stromerzeugung bei Mauthaus erneut diskutiert. Dabei wurde auch eine Umleitung der Rodach in Betracht gezogen, um diese zusätzlich zur Nordhalbener und Tschirner Ködel zur Speisung des Stausees zu nutzen. Das Projekt wurde jedoch aufgrund der Inflation in den 1920er Jahren und deren wirtschaftlicher Auswirkungen nicht weiter verfolgt.:18
Die Planungen zum Bau der heutigen Trinkwassertalsperre begannen Mitte der 1950er Jahre. Mit der Talsperre Mauthaus sollte die Trinkwasserversorgung der Region Oberfranken sichergestellt werden, die aufgrund der Niederschlagsverteilung und des weitgehenden Fehlens von Gesteinen, die als Grundwasserleiter größere Wassermengen speichern können, gegenüber den südlicheren Teilen Bayerns benachteiligt ist.:18–19
Zu Beginn der 1960er Jahre wurden verschiedene Vorarbeiten für den Bau der Talsperre durchgeführt. Dies umfasste neben Untersuchungen der Wasserqualität und der geologischen Verhältnisse im Ködeltal die Errichtung der erforderlichen Infrastruktur zur Erschließung der Baustelle.:21 Nachdem in den beiden Jahren zuvor rund 85 ha Wald gerodet worden waren, begannen am 26. August 1968 offiziell die eigentlichen Bauarbeiten für die Talsperre. Zunächst erfolgte die Umleitung der Nurner Ködel und die Errichtung dreier Stollen: ein 263 m langer Zugangsstollen zum Entnahmeturm, ein 280 m langer Kontrollstollen, der unter der Hauptachse des Dammes verläuft, und ein kleinerer Schrägstollen, der zur Be- und Entlüftung dient. Die meisten Betonbauwerke, darunter der in 16 Stockwerke unterteilte, 67 m hohe Entnahmeturm, wurden 1969 im Rohbau fertiggestellt. Die Dammschüttarbeiten, die gleichzeitig durchgeführten Untergrundverpressungen und die Hochbau- und Montagearbeiten erstreckten sich bis ins Jahr 1971. Im Frühjahr 1971 wurde die Vorsperre und im Frühjahr 1972 der Hauptsee testweise angestaut. Zur selben Zeit entstanden am Taleingang bei Mauthaus das Tosbecken und ein Krafthaus mit Schaltwarte und drei Turbinen zur Stromerzeugung.
Offiziell in Betrieb genommen wurde die Trinkwassertalsperre Mauthaus am 21. Mai 1973 durch den bayerischen Innenminister Bruno Merk.:31 Im Anschluss an die Einweihung wurde das probeweise gestaute Wasser nochmals abgelassen und der See nach Reinigungsarbeiten neu angestaut.:35 Die erste Trinkwasserentnahme erfolgte 1975. Der Bau der Talsperre kostete rund 48 Millionen D-Mark. Weitere etwa 132 Millionen D-Mark mussten für den Bau des 485 km langen Leitungsnetzes im Versorgungsgebiet, der Trinkwasseraufbereitungsanlage Rieblich und mehrerer Pumpwerke aufgewendet werden.
Für die Errichtung der Talsperre wurden im Bereich des Stausees die Mautmühle, die Ehrenbachsschneidmühle, die Breitengrundmühle und die Domgrundmühle geflutet. Zusätzlich wurden im Bereich des neuen Wasserschutzgebietes an der Nordhalbener Ködel die Fichteramühle und an der Tschirner Ködel die Mühle Waffenhammer, die Gemeindeschneidmühle und die Pabstenschneidmühle abgerissen.

### Streit um Fischereirechte
Die Marktgemeinde Nordhalben besaß historisch ein im Grundbuch eingetragenes Fischereirecht an der Nurner und der Nordhalbener Ködel, das sie an den Fischereiverein Nordhalben verpachtete. Mit dem Bau der Talsperre Mauthaus sollte dort nach dem Willen des Freistaats Bayern ein Fischereiverbot gelten, die damalige Gesetzeslage hätte der Gemeinde als älterer Rechteinhaberin jedoch weiter das Angeln im gesamten Bereich der Talsperre erlaubt. Der Freistaat beantragte deshalb am 5. September 1972 beim Landratsamt Kronach die Einleitung eines Enteignungsverfahrens, das allerdings keine Aussicht auf Erfolg hatte. Daraufhin schuf der Gesetzgeber zum 1. April 1975 einen neuen Paragrafen im Fischereigesetz, wonach bestehende Fischereirechte mit dem Tag der Inbetriebnahme eines Wasserspeichers erlöschen und auf das ausbauende Unternehmen – hier der Freistaat Bayern – übergehen würden. Als Tag der Inbetriebnahme der Talsperre Mauthaus wurde der 21. April 1975 festgelegt. Die Gemeinde Nordhalben argumentierte dagegen, dass die Probestauungen bereits 1971 begonnen hatten und die Talsperre am 21. Mai 1973 offiziell eingeweiht worden war, wodurch die Inbetriebnahme vor Inkrafttreten des geänderten Gesetzes erfolgt sei und die Fischereirechte bei der Gemeinde verbleiben würden. Eine entsprechende Klage wurde vom Verwaltungsgericht Bayreuth 1977 zunächst abgewiesen, zwei Jahre später erklärte der Bayerische Verfassungsgerichtshof den geänderten Paragrafen jedoch für nichtig. Der Gesetzgeber überarbeitete das Fischereigesetz zum 19. März 1981, sodass es die Möglichkeit eines Koppelfischereirechts vorsah: Sowohl der Freistaat Bayern, als auch der Fischereiverein Nordhalben durften damit – unter Einhaltung strenger Gesundheits- und Hygieneauflagen – in der Talsperre angeln. Die entsprechende Vereinbarung wurde 1986 unterzeichnet.

### Streit um Ausgleichszahlungen
Zusammen mit anderen bayerischen Gemeinden gründete der Markt Nordhalben im Jahr 2022 die Interessengemeinschaft wasserliefernder Kommunen (IWK). Die in der IWK zusammengeschlossenen Kommunen fordern vom Freistaat Bayern einen finanziellen Ausgleich durch wassernehmende Kommunen für die Nachteile, die den Wasserlieferanten aufgrund ihrer Lage in ausgewiesenen Wasserschutzgebieten entstehen. So sei es den betroffenen Gemeinden wegen zahlreicher Auflagen kaum noch möglich, neue Wohngebiete zu erschließen, in den Trinkwasserschutzgebieten gelegene Grundstücke erlitten einen massiven Wertverlust und land- und forstwirtschaftliche Betriebe müssten durch die Vielzahl an Auflagen ebenfalls zahlreiche Einschränkungen hinnehmen. Daneben entstünden den Kommunen Mehrkosten durch die alle fünf Jahre vorgeschriebenen Kontrollen von Abwasserkanälen, die von nicht in Schutzgebieten gelegenen Gemeinden lediglich alle zehn Jahre durchgeführt werden müssen. Weiterhin sei es den wasserliefernden Gemeinden nur bedingt möglich, von der Energiewende zu profitieren, da Errichtung und Betrieb von Windkraftanlagen in den Wasserschutzgebieten untersagt sind.

### Beschädigte Entnahmeleitungen
Am 25. Januar 2020 wurden von einem automatischen Kontrollsystem Undichtigkeiten bei einer der beiden Rohrleitungen gemeldet, die vom Entnahmeturm zum Betriebsgebäude am Taleingang führen, weshalb die sogenannte Grundablassleitung außer Betrieb genommen wurde. Eine Kamerabefahrung zeigte, dass die 300 m lange Leitung, die einen Durchmesser von 140 cm hat und zuletzt 2019 überprüft worden war, auf einer Länge von etwa 25 m Beschädigungen aufwies. Aufgrund der redundanten Auslegung der Rohrleitungen war die Trinkwasserversorgung vom Ausfall der beschädigten Leitung nicht unmittelbar betroffen und auch die Standsicherheit des Staudamms war nicht beeinträchtigt. Durch das Technische Hilfswerk wurde bis Anfang Februar 2020 mit Schlauchleitungen provisorischer Ersatz für das leckgeschlagene Rohr errichtet, um während der Reparaturarbeiten bei einem eventuellen Ausfall der zweiten Grundablassleitung die Wasserversorgung aufrechterhalten zu können.
Ende März 2020 wurde ein Schlauchliner in der beschädigten Rohrleitung installiert, um mit diesem aufblasbaren Kunststoffschlauch die schadhaften Stellen von innen abzudichten. Die provisorisch reparierte Leitung wurde Anfang September 2020 wieder in Betrieb genommen. Daneben wurden die zu Beginn des Jahres installierten Schlauchleitungen durch ein am Damm entlang verlegtes Stahlrohr ersetzt. Auch bei der zunächst unbeschädigt geglaubten zweiten Entnahmeleitung wurden in der Zwischenzeit Undichtigkeiten festgestellt. Bis Oktober 2020 durchgeführte Probebohrungen zeigten, dass die beiden Rohre aus Spannbeton auf einer Länge von 80 m kleinste Risse aufwiesen, die durch geringfügige Hebungen oder Setzungen des Staudamms entstanden waren. Der Grund für diese Erdbewegungen ist unklar.
Dauerhafte Reparatur- und Sanierungsarbeiten sollen bis voraussichtlich 2026 erfolgen. Dabei wird in jeder der beiden Entnahmeleitungen eine Stahlrohrleitung mit etwas geringerem Innendurchmesser von 110 cm installiert und der verbleibende Hohlraum zwischen Spannbeton- und Stahlrohr mit eingepresster Zementsuspension abgedichtet. Zuvor wurde bis Anfang 2023 im Lichtraum des Grundablassstollens eine zusätzliche Rohrleitung aus Kunststoff installiert, die während der Sanierungsarbeiten als Ersatzsystem für die beiden Grundablassleitungen dienen soll. Nach Abschluss der Arbeiten an den Hauptleitungen soll diese dritte Leitung durch ein Stahlrohr mit 70 cm Durchmesser ersetzt werden, das dauerhaft als zusätzliche Möglichkeit zur Rohwasserentnahme dienen wird.

## Vorsperre
Die Talsperre hat eine große Vorsperre. Diese liegt 4,5 km oberhalb der Hauptsperre. Die Vorsperre dient zur Vorreinigung, als Absetzbecken und zum Konstanthalten des Wasserspiegels. Ihre Zuflüsse sind die Tschirner und die Nordhalbener Ködel.
Der Staudamm der Vorsperre ist ein 120 m langer und 17 m hoher Steinschüttdamm mit einer Asphaltbeton-Innendichtung. In Dammmitte in Höhe der Gründungssohle ist eine Herdmauer angeordnet, von der aus mittels Verpressungen ein 10 m tiefer Dichtungsschleier im Untergrund hergestellt wurde.
Der Speicherraum der Vorsperre hat einen Inhalt von 0,7 Mio. m³ und eine Oberfläche von 14 ha.

## Trinkwasser
Talsperrenwasser enthält immer organische und anorganische Stoffe in gelöster Form und als feine Schwebteilchen, weshalb es vor der Weiterleitung als Trinkwasser in einem mehrstufigen Verfahren aufbereitet werden muss. Die Fernwasserversorgung Oberfranken (FWO) errichtete deshalb zwischen 1972 und 1975 unweit des Stausees bei Rieblich die erste Aufbereitungsanlage für Trinkwasser aus Talsperren in Bayern. Eine zweite, nahezu identische Anlage ging 1992 in Betrieb. Die beiden Trinkwasseraufbereitungsanlagen können zusammen bis zu 3000 m³ Trinkwasser pro Stunde herstellen.:109
Das Rohwasser wird über den 67 m hohen Entnahmeturm aus der Talsperre entnommen. Das in 16 Stockwerke unterteilte Bauwerk verfügt über insgesamt acht Einläufe, die paarweise im Abstand von je drei Stockwerken angeordnet sind. Dadurch kann das Rohwasser in vier verschiedenen Wassertiefen in der günstigsten Qualität hinsichtlich Temperatur, Sauerstoffgehalt etc. entnommen werden.:32–33 Dabei werden Fremdstoffe, die einen Durchmesser von mehr als 1 cm besitzen, herausgefiltert.
In der ersten Aufbereitungsstufe wird dem Wasser Aluminiumsulfat, Kaliumpermanganat und Natriumcarbonat (Soda) beigemischt. Ziel der Beimischung ist es, Trübungen, Keime und ungelöste Partikel aus dem Rohwasser in Form von Flocken zu binden, die sich abfiltrieren lassen. Dies erfolgt in der ersten Filterstufe, wo das Rohwasser nacheinander durch drei mit Quarzfiltersand gefüllte Becken geleitet und dabei von den unerwünschten Bestandteilen und den zugefügten Chemikalien befreit wird. Nach dem Durchlaufen dieser Filterstufe besitzt das Wasser bereits Trinkwasserqualität, ist jedoch mit einer Wasserhärte von 2 °dH sehr weich.:109
Vor der Einspeisung in das Fernleitungsnetz muss das Trinkwasser deshalb aufgehärtet werden. Hierfür wird zunächst Kohlensäure zugeführt, bevor das Wasser in der zweiten Filterstufe in drei Becken über einen Calciumcarbonat-Filter (Jurakalk) geleitet wird. Die Säure reagiert mit dem Calciumcarbonat zu Calciumhydrogencarbonat und erhöht dadurch die Wasserhärte auf einen Wert von 6 °dH. Damit es weder korrosiv noch kalkabscheidend wirkt, wird dem Trinkwasser zur Einstellung des Gleichgewichts-pH-Wertes anschließend Kalkwasser beigemischt, bis es einen pH-Wert von 8,2 aufweist.:109
Das Trinkwasser ist zu diesem Zeitpunkt frei von Keimen und Krankheitserregern. Vor der Abgabe über das Fernleitungsnetz wird in einem letzten Aufbereitungsschritt Chlor zugefügt, um einer Keimbildung in den Rohrleitungen vorzubeugen. Die beigemischte Chlormenge baut sich während des Transports ab.:109
Im Jahr 2019 wurden aus der Talsperre 14,6 Millionen m³/a Rohwasser zur Trinkwasseraufbereitung entnommen. Die höchste Trinkwasserabgabe mit rund 60.000 m³/d erfolgte am 11. August 2020.

## Freizeitmöglichkeiten
Neben der versorgungstechnischen Nutzung erfreut sich die Talsperre auch großer Beliebtheit als Naherholungsgebiet. Für Wanderer, Radfahrer und Inline-Skater wurde ein 12,5 km langer, asphaltierter und nahezu ebener Rundweg angelegt. Dieser ist an ein Wanderwegenetz und einen Lehrpfad angebunden.